# Türkiye Kupası 2012/13
Der Türkische Fußballpokal 2012/13 ist die 51. Austragung des Fußballpokalwettbewerbs der Herren.
Der türkische Pokalsieger erhält wie bereits im Vorjahr das Startrecht in der letzten Qualifikationsrunde zur UEFA Europa League 2013/14. Ist der Pokalsieger bereits über die Süper Lig für die UEFA Champions League (beziehungsweise deren Qualifikation) qualifiziert, ist der Verlierer des Finales für die 2. Qualifikationsrunde der Europa League qualifiziert.
Es werden am Pokalwettbewerb insgesamt 156 Mannschaften teilnehmen.
Fenerbahçe Istanbul gewann das Finale mit einem 1:0-Sieg und wurde zum sechsten Mal in der Vereinsgeschichte Pokalsieger.

## Modus
Der diesjährige Modus besteht aus drei Phasen (Qualifikations-, Gruppen- und K.-o.-Phase). In der Qualifikationsphase werden fünf Runden im K.-o.-System ausgetragen. Es wird jeweils einmal pro Paarung gespielt und der Sieger zieht in die nächste Hauptrunde. Nach der 5. Hauptrunde bleiben aus den 156 Mannschaften acht Mannschaften übrig. Diese acht Mannschaften werden in zwei Gruppen aufgeteilt. In beiden Gruppen spielen die Mannschaften zweimal gegeneinander. Die zwei besten aus den jeweiligen Gruppen qualifizieren sich für das Halbfinale. Der 1. Platz aus der Gruppe A trifft auf den 2. Platz der Gruppe B und umgekehrt. Im Halbfinale wird ein Hin- und Rückspiel stattfinden.
Das Finale findet auf neutralem Boden statt.

## Teilnehmende Mannschaften
Für den türkischen Pokal sind folgende 156 Mannschaften teilnahmeberechtigt:
| Süper Lig die 18 Vereine der Saison 2012/13 | PTT 1. Lig die 18 Vereine der Saison 2012/13 | TFF 2. Lig die 34 Vereine der Saison 2012/13 | TFF 3. Lig die 54 Vereine der Saison 2012/13 | Bölgesel Amatör Lig 32 Mannschaften |
| Akhisar Belediyespor Beşiktaş Istanbul Bursaspor Eskişehirspor Fenerbahçe Istanbul Galatasaray Istanbul Gaziantepspor Gençlerbirliği Ankara Istanbul BB Kardemir Karabükspor Kasımpaşa Istanbul Kayserispor Medical Park Antalyaspor Mersin İdman Yurdu Orduspor Sanica Boru Elazığspor Sivasspor Trabzonspor | Adana Demirspor Adanaspor Boluspor Bucaspor Çaykur Rizespor Denizlispor Gaziantep BB Göztepe Izmir Karşıyaka SK Kartalspor Kayseri Erciyesspor Manisaspor MKE Ankaragücü Samsunspor Şanlıurfaspor TKİ Tavşanlı Linyitspor Torku Konyaspor 1461 Trabzon | Beyaz Grup Alanyaspor Altay Izmir Balıkesirspor Bayrampaşaspor Denizli Belediyespor Çamlıdere Şekerspor Eyüpspor Gaziosmanpaşaspor İnegölspor İskenderun DÇ Kırklarelispor Kızılcahamamspor Anadolu Selçukluspor Körfez FK Ofspor Tokatspor Yeni Malatyaspor Kırmızı Grup Bandırmaspor Bozüyükspor Polatlı Bugsaşspor Çankırıspor Fethiyespor Giresunspor Hatayspor Istanbul Güngörenspor Kahramanmaraşspor Nazilli Belediyespor Pendikspor Sakaryaspor Sarıyer SK Tarsus İdman Yurdu Tepecikspor Turgutluspor Ünyespor | 1. Grup Ankara Demirspor Belediye Vanspor Bergama Belediyespor Beşikdüzüspor Çorumspor Diyarbakır BB Fatih Karagümrük Gölcükspor İstanbulspor Kastamonuspor Kayseri Şekerspor Kırıkhanspor Orhangazispor Pazarspor Sandıklıspor Siirtspor Tekirova Belediyespor Üsküdar Anadolu 2. Grup Sivas 4 Eylül Belediyespor Adıyamanspor Aydınspor Batman Petrolspor Belediye Bingölspor Bursa Nilüferspor Dardanelspor Derince Belediyespor Gebzespor Hacettepe SK Kilimli Belediyespor İskenderunspor 1967 Manavgat Evrensekispor Menemen Belediyespor Erzincan Refahiyespor Silivrispor Ümraniyespor Trabzon Kanuni FK 3. Grup Altınordu Izmir Arsinspor Çorum Belediyespor Beylerbeyi SK Darıca Gençlerbirliği Diyarbakırspor Elazığ Belediyespor Emrespor Erzurum BB Gümüşhanespor Kahramanmaraş Belediyespor Keçiörengücü Kocaelispor Maltepespor Mardinspor Oyak Renault SK Sancaktepe Belediyespor Yozgatspor | 68 Yeni Aksarayspor Afyonkarahisarspor Altınova Belediyespor Ardahanspor Arhavispor Ayancıkspor Bartınspor Bayburt Özel Idare Gençspor Beyköy Belediyespor Bucak Belediye Oğuzhanspor Çerkezköyspor Cizre Basraspor Dersimspor Edirne Gençlikspor Erzincanspor Hakkari Zapspor Iğdır Üniversitesispor Kadirlispor Karaman Belediyespor Karsspor Kilis Belediyespor Kırşehir Köy Hizmetleri Kütahyaspor Muğlaspor Muş Ovasıspor Nevşehirspor Gençlik Niğde Belediyespor Patnos Gençlikspor Tatvan Gençlerbirliği Spor Uşak Belediyespor Yeni Amasyaspor |

## 1. Qualifikationsrunde
In der 1. Qualifikationsrunde spielten die 32 Mannschaften aus der Bölgesel Amatör Lig und die 54 Mannschaften aus der TFF 3. Lig um den Einzug in die 2. Qualifikationsrunde. Die Auslosung für die 1. Runde fand am 14. September 2012 in Istanbul statt. Die Spiele wurden am 19. und 20. September 2012 ausgetragen.
| Datum             |                             | Ergebnis              |                             |
| ----------------- | --------------------------- | --------------------- | --------------------------- |
| 19.09., 14:00 Uhr | Beylerbeyi SK               | 4:2 n. V. (2:2, 0:2)  | Edirnespor Gençlik          |
| 19.09., 14:00 Uhr | İstanbulspor                | 1:0 (1:0)             | Fatih Karagümrük SK         |
| 19.09., 14:00 Uhr | Anadolu Üsküdar             | 0:2 (0:1)             | Ümraniyespor                |
| 19.09., 14:00 Uhr | Çerkezköyspor               | 0:1 (0:1)             | Sancaktepe Belediyespor     |
| 19.09., 14:00 Uhr | Darıca Gençlerbirliği       | 3:0 (1:0)             | Derince Belediyespor        |
| 19.09., 14:00 Uhr | Kocaelispor                 | 1:0 (0;0)             | Beyköy Belediyespor         |
| 19.09., 14:00 Uhr | Gebzespor                   | 2:3 (1:2)             | Gölcükspor                  |
| 19.09., 14:00 Uhr | Altınova Belediyespor       | 0:2 (0:0)             | Dardanelspor                |
| 19.09., 14:00 Uhr | Kütahyaspor                 | 1:0 (0:0)             | Bursa Nilüferspor           |
| 19.09., 14:00 Uhr | Oyak Renault SK             | 0:1 (0:0)             | Orhangazispor               |
| 19.09., 14:00 Uhr | Altınordu Izmir             | 0:1 (0:1)             | Menemen Belediyespor        |
| 19.09., 14:00 Uhr | Aydınspor                   | 2:0 (1:0)             | Bergama Belediyespor        |
| 19.09., 14:00 Uhr | Bucak Belediye Oğuzhanspor  | 1:2 (0:1)             | Tekirova Belediyespor       |
| 19.09., 14:00 Uhr | Manavgat Evrensekispor      | 0:1 (0:0)             | Muğlaspor                   |
| 19.09., 14:00 Uhr | Sandıklıspor                | 0:1 (0:0)             | Emrespor                    |
| 19.09., 14:00 Uhr | Uşak Belediyespor           | 8:0 (5:0)             | Afyonkarahisarspor          |
| 19.09., 14:00 Uhr | Hacettepespor               | 1:2 n. V. (1:1, 0:0)  | Keçiörengücü                |
| 19.09., 14:00 Uhr | Çorum Belediyespor          | 4:1 (2:0)             | Yeni Amasyaspor             |
| 19.09., 14:00 Uhr | Kastamonuspor               | 4:1 (1:0)             | Ayancıkspor                 |
| 19.09., 14:00 Uhr | Kilimli Belediyespor        | 3:0 (0:0)             | Bartınspor                  |
| 19.09., 14:00 Uhr | Kırşehir Köy Hizmetlerispor | 0:3 (0:2)             | Yozgatspor                  |
| 19.09., 14:00 Uhr | Kayseri Şekerspor           | 4:1 (2:1)             | MKE Kırıkkalespor           |
| 19.09., 14:00 Uhr | Karaman Belediyespor        | 5:1 (2:0)             | Nevşehirspor Gençlik        |
| 19.09., 14:00 Uhr | Niğde Belediyespor          | 1:0 (1:0)             | 68 Yeni Aksarayspor         |
| 19.09., 14:00 Uhr | Arhavispor                  | 0:1 (0:0)             | Trabzon Kanuni FK           |
| 19.09., 14:00 Uhr | Arsinspor                   | 2:1 (0:1)             | Pazarspor                   |
| 19.09., 14:00 Uhr | Erzincanspor                | 0:0 n. V. (3:4 i. E.) | Dersimspor                  |
| 19.09., 14:00 Uhr | İskenderunspor 1967         | 4:0 (1:0)             | Adıyamanspor                |
| 19.09., 14:00 Uhr | Kahramanmaraş Belediyespor  | 1:2 (0:0)             | Kırıkhanspor                |
| 19.09., 14:00 Uhr | Kadirlispor                 | 6:1 (1:1)             | Kilis Belediyespor          |
| 19.09., 14:00 Uhr | Ardahanspor                 | 1:4 (0:1)             | Patnos Gençlikspor          |
| 19.09., 14:00 Uhr | Karsspor                    | 0:2 (0:1)             | Iğdır Üniversitesispor      |
| 19.09., 14:00 Uhr | Diyarbakır BB               | 4:0 (3:0)             | Elazığ Belediyespor         |
| 19.09., 14:00 Uhr | Belediye Bingölspor         | 3:1 (3:1)             | Diyarbakırspor              |
| 19.09., 14:00 Uhr | Belediye Vanspor            | 2:0 (2:0)             | Tatvan Gençlerbirliği Spor  |
| 19.09., 14:00 Uhr | Siirtspor                   | 3:0 (1:0)             | Muş Ovasıspor               |
| 19.09., 14:00 Uhr | Cizre Basrafspor            | 3:0 (0:0)             | Mardinspor                  |
| 19.09., 14:00 Uhr | Batman Petrolspor           | 7:0 (2:0)             | Hakkari Zapspor             |
| 19.09., 14:00 Uhr | Erzurum BB                  | 3:1 (1:1)             | Beşikdüzüspor               |
| 19.09., 14:00 Uhr | Gümüşhanespor               | 5:4 (1:1)             | Bayburt Özel Idare Gençspor |
| 20.09., 14:00 Uhr | Maltepespor                 | 1:2 (1:1)             | Silivrispor                 |
| 20.09., 14:00 Uhr | Çorumspor                   | 2:4 (1:1)             | Ankara Demirspor            |
| 20.09., 14:00 Uhr | Erzincan Refahiyespor       | 0:1 (0:0)             | Sivas 4 Eylül Belediyespor  |

## 2. Qualifikationsrunde
Zu den 43 Mannschaften, aus der 1. Qualifikationsrunde, kommen 13 Vereine aus der Süper Lig und alle Mannschaften aus der PTT 1. Lig und der TFF 2. Lig hinzu. Die Auslosung für die 2. Qualifikationsrunde hat am 21. September 2012 stattgefunden. Die Spiele wurden vom 25. bis 27. September 2012 sowie vom 2. bis 4. Oktober 2012 ausgetragen.
| Datum              |                            | Ergebnis             |                            |
| ------------------ | -------------------------- | -------------------- | -------------------------- |
| 25.09., 13:30 Uhr  | Niğde Belediyespor         | 1:2 (0:1)            | Beşiktaş Istanbul          |
| 25.09., 17:00 Uhr  | Dersimspor                 | 0:7 (0:5)            | Gençlerbirliği Ankara      |
| 26.09., 13:30 Uhr  | MKE Ankaragücü             | 5:1 n. V. (1:1, 0:0) | Iğdır Üniversitesi         |
| 26.09., 13:30 Uhr  | Orhangazispor              | 2:1 n. V. (1:1, 0:1) | Istanbul BB                |
| 26.09., 13:30 Uhr  | Çorum Belediyespor         | 2:1 n. V. (1:1, 0:1) | Adana Demirspor            |
| 26.09., 13:30 Uhr  | Ümraniyespor               | 1:2 n. V. (1:1, 1:1) | Kayseri Erciyesspor        |
| 26.09., 13:30 Uhr  | İstanbulspor               | 1:3 (1:0)            | Kasımpaşa Istanbul         |
| 26.09., 13:30 Uhr  | Samsunspor                 | 0:2 (0:1)            | Sivas 4 Eylül Belediyespor |
| 26.09., 13:30 Uhr  | Patnos Gençlikspor         | 1:2 (0:1)            | Kartalspor                 |
| 26.09., 13:30 Uhr  | Torku Konyaspor            | 2:0 (1:0)            | Kırıkhanspor               |
| 26.09., 14:30 Uhr  | Akhisar Belediyespor       | 5:2 (2:0)            | Aydınspor                  |
| 26.09., 17.00 Uhr  | Kardemir Karabükspor       | 3:2 (2:1)            | Gümüşhanespor              |
| 26.09., 19:30 Uhr  | Medical Park Antalyaspor   | 5:3 (3:1)            | Menemen Belediyespor       |
| 26.09., 19:30 Uhr  | Gaziantepspor              | 1:0 n. V.            | Emrespor                   |
| 27.09., 13:30 Uhr  | Kahramanmaraşspor          | 1:2 (1:0)            | Sakaryaspor                |
| 27.09., 13:30 Uhr  | Alanyaspor                 | 0:3 (0:2)            | Yeni Malatyaspor           |
| 27.09., 13:30 Uhr  | Tokatspor                  | 3:2 (1:2)            | Hatayspor                  |
| 27.09., 13:30 Uhr  | Anadolu Selçukluspor       | 1:2 (1:1)            | Pendikspor                 |
| 27.09., 13:30 Uhr  | Iskenderun Demir Çelikspor | 2:3 (0:1)            | Ofspor                     |
| 27.09., 13:30 Uhr  | Eyüpspor                   | 3:2 n. V. (1:1, 0:1) | Ünyespor                   |
| 27.09., 13:30 Uhr  | İnegölspor                 | 0:2 (0:1)            | Giresunspor                |
| 27.09., 13:30 Uhr  | Tarsus İdman Yurdu         | 0:2 (0:1)            | Sarıyer GK                 |
| 27.09., 13:30 Uhr  | Çamlıdere Şekerspor        | 1:2 (1:2)            | Istanbul Güngörenspor      |
| 27.09., 13:30 Uhr  | Gaziosmanpaşaspor          | 0:1 n. V.            | Bayrampaşaspor             |
| 27.09., 13:30 Uhr  | Çankırıspor                | 1:2 (0:0)            | Nazilli Belediyespor       |
| 27.09., 13:30 Uhr  | Bandırmaspor               | 1:0 (0:0)            | Kilimli Belediyespor       |
| 27.09., 13:30 Uhr  | Balıkesirspor              | 4:0 (2:0)            | İskenderunspor 1967        |
| 27.09., 13:30 Uhr  | Muğlaspor                  | 2:3 n. V. (2:2, 0:2) | Tavşanlı Linyitspor        |
| 27.09., 13:30 Uhr  | Fethiyespor                | 5:0 (1:0)            | Cizre Basrafspor           |
| 27.09., 13:30 Uhr  | Turgutluspor               | 1:0 (1:0)            | Belediye Bingölspor        |
| 27.09., 13:30 Uhr  | Denizlispor                | 1:2 (1:0)            | Dardanelspor               |
| 27.09., 13:30 Uhr  | Arsinspor                  | 4:2 (2:0)            | Bucaspor                   |
| 27.09., 13:30 Uhr  | Boluspor                   | 1:2 (1:0)            | Yozgatspor                 |
| 27.09., 13:30 Uhr  | Manisaspor                 | 3:1 n. V. (1:1, 0:1) | Kayseri Şekerspor          |
| 27.09., 13:30 Uhr  | Karaman Belediyespor       | 1:2 (0:1)            | Bozüyükspor                |
| 27.09., 13:30 Uhr  | Ankara Demirspor           | 0:1 (0:1)            | Sanica Boru Elazığspor     |
| 27.09., 13:30 Uhr  | Gaziantep BB               | 2:0 (1:0)            | Keçiörengücü               |
| 27.09., 13:30 Uhr  | Darıca Gençlerbirliği      | 2:1 (0:0)            | Kırklarelispor             |
| 27.09., 13:30 Uhr  | Batman Petrolspor          | 2:1 (0:0)            | Körfez FK                  |
| 27.09., 13:30 Uhr  | Kızılcahamamspor           | 1:0 (0:0)            | Kütahyaspor                |
| 27.09., 13:30 Uhr  | Trabzon Kanuni FK          | 0:3 (0:0)            | Sivasspor                  |
| 27.09., 13:30 Uhr  | Tepecikspor                | 3:0 (1:0)            | Beylerbeyi SK              |
| 27.09., 13:30 Uhr  | Polatlı Bugsaşspor         | 2:1 (0:0)            | Silivrispor                |
| 27.09., 13:30 Uhr  | Uşak Belediyespor          | 1:10 (0:3)           | Denizli Belediyespor       |
| 27.09., 17:00 Uhr  | Adanaspor                  | 2:1 n. V. (1:1, 1:0) | Erzurum BB                 |
| 27.09., 17:00 Uhr  | Göztepe Izmir              | 3:0 (2:0)            | Gölcükspor                 |
| 27.09., 19:30 Uhr  | Mersin İdman Yurdu         | 3:0 (1:0)            | Siirtspor                  |
| 02.10., 13:30 Uhr  | Diyarbakır BB              | 1:0 (0:0)            | Çaykur Rizespor            |
| 02.10., 13:30 Uhr  | Kastamonuspor              | 2:3 (0:2)            | Orduspor                   |
| 03.10., 13:30 Uhr  | Kocaelispor                | 1:0 (0:0)            | Karşıyaka SK               |
| 03.10., 13:30 Uhr  | Sancaktepe Belediyespor    | 3:1 (1:0)            | Kayserispor                |
| 04.10., 13:30 Uhr  | Tekirova Belediyespor      | 2:4 (0:0)            | Altay Izmir                |
| 04.10., 13:30 Uhr  | 1461 Trabzon               | 4:1 (0:0)            | Belediye Vanspor           |
| 11.,10., 13:30 Uhr | Kadirlispor                | 0:4 n. V.            | Şanlıurfaspor              |

## 3. Qualifikationsrunde
In der 3. Qualifikationsrunde (30. Oktober – 1. November) traten die 54 Sieger der 2. Qualifikationsrunde an. 27 Sieger qualifizierten sich für die 4. Qualifikationsrunde. Die Auslosung der 3. Qualifikationsrunde fand am 18. Oktober 2012 statt.
| Datum             |                          | Ergebnis              |                            |
| ----------------- | ------------------------ | --------------------- | -------------------------- |
| 30.10., 12:30 Uhr | Tepecikspor              | 1:3 (0:1)             | Gençlerbirliği Ankara      |
| 30.10., 19:30 Uhr | Torku Konyaspor          | 0:3 (0:1)             | Nazilli Belediyespor       |
| 31.10., 12:00 Uhr | Istanbul Güngörenspor    | 0:2 (0:0)             | Sivasspor                  |
| 31.10., 12:30 Uhr | Diyarbakır BB            | 0:1 (0:0)             | Polatlı Bugsaşspor         |
| 31.10., 12:30 Uhr | Tokatspor                | 1:0 (0:0)             | Akhisar Belediyespor       |
| 31.10., 12:30 Uhr | MKE Ankaragücü           | 2:0 n. V.             | Çorum Belediyespor         |
| 31.10., 12:30 Uhr | Kızılcahamamspor         | 2:3 n. V. (2:2, 1:2)  | 1461 Trabzon               |
| 31.10., 12:30 Uhr | Şanlıurfaspor            | 1:1 n. V. (3:1 i. E.) | Orhangazispor              |
| 31.10., 12:30 Uhr | Batman Petrolspor        | 1:2 (0:1)             | Adanaspor                  |
| 31.10., 12:30 Uhr | Bandırmaspor             | 4:1 (2:0)             | Yozgatspor                 |
| 31.10., 12:30 Uhr | Dardanelspor             | 1:1 n. V. (5:6 i. E.) | Manisaspor                 |
| 31.10., 14:30 Uhr | Giresunspor              | 0:3 (0:0)             | Mersin İdman Yurdu         |
| 31.10., 17:00 Uhr | Kardemir Karabükspor     | 1:0 (0:0)             | Yeni Malatyaspor           |
| 31.10., 19:30 Uhr | Beşiktaş Istanbul        | 2:1 (0:1)             | Ofspor                     |
| 31.10., 19:30 Uhr | Göztepe Izmir            | 2:1 (1:1)             | Sakaryaspor                |
| 01.11., 12:30 Uhr | Tavşanlı Linyitspor      | 1:0 (0:0)             | Sivas 4 Eylül Belediyespor |
| 01.11., 12:30 Uhr | Gaziantep BB             | 3:3 n. V. (5:4 i. E.) | Darıca Gençlerbirliği      |
| 01.11., 12:30 Uhr | Denizli Belediyespor     | 0:3 (0:3)             | Bozüyükspor                |
| 01.11., 12:30 Uhr | Balıkesirspor            | 2:1 (2:1)             | Turgutluspor               |
| 01.11., 12:30 Uhr | Altay Izmir              | 1:0 (0:0)             | Fethiyespor                |
| 01.11., 14:30 Uhr | Kasımpaşa Istanbul       | 5:0 (4:0)             | Kocaelispor                |
| 01.11., 17:00 Uhr | Orduspor                 | 3:0 (0:0)             | Sancaktepe Belediyespor    |
| 01.11., 19:30 Uhr | Medical Park Antalyaspor | 7:0 (3:0)             | Eyüpspor                   |
| 07.11., 12:00 Uhr | Arsinspor                | 0:1 (0:1)             | Gaziantepspor              |
| 07.11., 12:30 Uhr | Kayseri Erciyesspor      | 4:1 (0:1)             | Sarıyer GK                 |
| 08.11., 12:30 Uhr | Pendikspor               | 3:2 (0:1)             | Sanica Boru Elazığspor     |
| 08.11., 12:30 Uhr | Bayrampaşaspor           | 1:0 (0:0)             | Kartalspor                 |

## 4. Qualifikationsrunde
Zur 4. Qualifikationsrunde (27. – 29. November) stoßen zu den 27 Sieger der 3. Qualifikationsrunde die fünf Mannschaften Galatasaray Istanbul, Fenerbahçe Istanbul, Trabzonspor, Bursaspor und Eskişehirspor hinzu, die sich in der Vorsaison für die europäischen Wettbewerbe qualifizieren konnten. Die Auslosung war am 16. November 2012.,
| Datum             |                       | Ergebnis              |                          |
| ----------------- | --------------------- | --------------------- | ------------------------ |
| 27.11., 12:00 Uhr | Tokatspor             | 0:1 (0:0)             | Mersin İdman Yurdu       |
| 27.11., 14:30 Uhr | Altay Izmir           | 1:0 n. V.             | Kayseri Erciyesspor      |
| 27.11., 18:00 Uhr | Galatasaray Istanbul  | 4:1 (2:1)             | Balıkesirspor            |
| 28.11., 12:00 Uhr | Tavşanlı Linyitspor   | 0:5 (0:1)             | Medical Park Antalyaspor |
| 28.11., 14:30 Uhr | Göztepe Izmir         | 1:0 (0:0)             | Orduspor                 |
| 28.11., 17:00 Uhr | Adanaspor             | 1:1 n. V. (1:3 i. E.) | 1461 Trabzon             |
| 28.11., 17:30 Uhr | Beşiktaş Istanbul     | 3:2 (1:2)             | MKE Ankaragücü           |
| 28.11., 19:30 Uhr | Fenerbahçe Istanbul   | 1:0 (1:0)             | Pendikspor               |
| 29.11., 12:00 Uhr | Polatlı Bugsaşspor    | 0:4 (0:1)             | Eskişehirspor            |
| 29.11., 14:30 Uhr | Gençlerbirliği Ankara | 5:1 (4:0)             | Bandırmaspor             |
| 29.11., 17:00 Uhr | Sivasspor             | 3:0 (2:0)             | Manisaspor               |
| 29.11., 19:30 Uhr | Trabzonspor           | 4:0 (2:0)             | Şanlıurfaspor            |
| 04.12., 12:00 Uhr | Nazilli Belediyespor  | 0:3 (0:3)             | Bursaspor                |
| 04.12., 12:00 Uhr | Bozüyükspor           | 1:2 (0:0)             | Gaziantepspor            |
| 05.12., 12:00 Uhr | Kasımpaşa Istanbul    | 3:1 (2:1)             | Bayrampaşaspor           |
| 05.12., 14:30 Uhr | Gaziantep BB          | 1:2 n. V. (1:1, 0:0)  | Kardemir Karabükspor     |

## 5. Qualifikationsrunde
In der letzten Qualifikationsrunde (11., – 13. Dezember) spielten die verbliebenen 16 Vereine um die Teilnahme an der Gruppenphase. Die Auslosung fand am 6. Dezember 2012 statt.
| Datum              |                          | Ergebnis              |                      |
| ------------------ | ------------------------ | --------------------- | -------------------- |
| 11.,12., 12:00 Uhr | Altay Izmir              | 0:2 (0:0)             | Bursaspor            |
| 11.,12., 14:30 Uhr | Gaziantepspor            | 0:1 n. V.             | Sivasspor            |
| 11.,12., 17:00 Uhr | Eskişehirspor            | 5:1 (3:0)             | Kardemir Karabükspor |
| 11.,12., 18:00 Uhr | Galatasaray Istanbul     | 1:2 (0:1)             | 1461 Trabzon         |
| 12.,12., 14:30 Uhr | Gençlerbirliği Ankara    | 2:3 (0:0)             | Mersin İdman Yurdu   |
| 12.,12., 17:00 Uhr | Medical Park Antalyaspor | 2:1 (2:1)             | Beşiktaş Istanbul    |
| 12.,12., 19:30 Uhr | Fenerbahçe Istanbul      | 4:0 (1:0)             | Göztepe Izmir        |
| 13.12., 19:00 Uhr  | Kasımpaşa Istanbul       | 1:1 n. V. (2:4 i. E.) | Trabzonspor          |

## Gruppenphase
In der Gruppenphase traten die verbliebenen acht Mannschaften in 2 Gruppen à 4 Teams gegeneinander an. Mit jeweils Hin- und Rückspielen wurden an sechs Spieltagen die jeweils zwei Gruppenbesten ermittelt, welche sich für das Halbfinale qualifiziert haben.

### Gruppe A
| Pl. | Verein              | Sp. | S | U | N | Tore    | Diff. | Punkte |
| --- | ------------------- | --- | - | - | - | ------- | ----- | ------ |
| 1.  | Fenerbahçe Istanbul | 6   | 4 | 1 | 1 | 012:500 | +7    | 13     |
| 2.  | Sivasspor           | 6   | 3 | 2 | 1 | 006:500 | +1    | 11     |
| 3.  | 1461 Trabzon        | 6   | 1 | 2 | 3 | 005:900 | −4    | 05     |
| 4.  | Bursaspor           | 6   | 1 | 1 | 4 | 005:900 | −4    | 04     |

| 19. Dezember 2012   |     |                     |                           |
| Bursaspor           | 2:0 | 1461 Trabzon        | Bursa-Atatürk-Stadion     |
| Fenerbahçe Istanbul | 2:0 | Sivasspor           | Şükrü-Saraçoğlu-Stadion   |
| 13. Januar 2013     |     |                     |                           |
| 1461 Trabzon        | 0:2 | Fenerbahçe Istanbul | Hüseyin-Avni-Aker-Stadion |
| Sivasspor           | 2:1 | Bursaspor           | Sivas 4 Eylül Stadı       |
| 16. Januar 2013     |     |                     |                           |
| Bursaspor           | 2:3 | Fenerbahçe Istanbul | Bursa-Atatürk-Stadion     |
| 1461 Trabzon        | 1:1 | Sivasspor           | Hüseyin-Avni-Aker-Stadion |
| 23. Januar 2013     |     |                     |                           |
| Fenerbahçe Istanbul | 3:0 | Bursaspor           | Şükrü-Saraçoğlu-Stadion   |
| Sivasspor           | 2:1 | 1461 Trabzon        | Sivas 4 Eylül Stadı       |
| 29.–30. Januar 2013 |     |                     |                           |
| 1461 Trabzon        | 0:0 | Bursaspor           | Hüseyin-Avni-Aker-Stadion |
| Sivasspor           | 0:0 | Fenerbahçe Istanbul | Sivas 4 Eylül Stadı       |
| 27. Februar 2013    |     |                     |                           |
| Fenerbahçe Istanbul | 2:3 | 1461 Trabzon        | Şükrü-Saraçoğlu-Stadion   |
| 28. Februar 2013    |     |                     |                           |
| Bursaspor           | 0:1 | Sivasspor           | Bursa-Atatürk-Stadion     |

### Gruppe B
| Pl. | Verein             | Sp. | S | U | N | Tore    | Diff. | Punkte |
| --- | ------------------ | --- | - | - | - | ------- | ----- | ------ |
| 1.  | Trabzonspor        | 6   | 5 | 0 | 1 | 011:300 | +8    | 15     |
| 2.  | Eskişehirspor      | 6   | 4 | 0 | 2 | 009:500 | +4    | 12     |
| 3.  | M.P. Antalyaspor   | 6   | 3 | 0 | 3 | 013:800 | +5    | 09     |
| 4.  | Mersin İdman Yurdu | 6   | 0 | 0 | 6 | 003:200 | −17   | 0      |

| 20. Dezember 2012   |     |                    |                              |
| Mersin İdman Yurdu  | 0:5 | M.P. Antalyaspor   | Tevfik-Sırrı-Gür-Stadion     |
| Trabzonspor         | 2:0 | Eskişehirspor      | Hüseyin-Avni-Aker-Stadion    |
| 11.–12. Januar 2013 |     |                    |                              |
| M.P. Antalyaspor    | 2:3 | Trabzonspor        | Akdeniz Üniversitesi-Stadion |
| Eskişehirspor       | 3:1 | Mersin İdman Yurdu | Eskişehir-Atatürk-Stadion    |
| 15. Januar 2013     |     |                    |                              |
| Mersin İdman Yurdu  | 0:2 | Trabzonspor        | Tevfik-Sırrı-Gür-Stadion     |
| 17. Januar 2013     |     |                    |                              |
| M.P. Antalyaspor    | 1:0 | Eskişehirspor      | Akdeniz Üniversitesi-Stadion |
| 24. Januar 2013     |     |                    |                              |
| Trabzonspor         | 3:0 | Mersin İdman Yurdu | Hüseyin-Avni-Aker-Stadion    |
| Eskişehirspor       | 2:1 | M.P. Antalyaspor   | Eskişehir-Atatürk-Stadion    |
| 30.–31. Januar 2013 |     |                    |                              |
| M.P. Antalyaspor    | 4:2 | Mersin İdman Yurdu | Akdeniz Üniversitesi-Stadion |
| Eskişehirspor       | 1:0 | Trabzonspor        | Eskişehir-Atatürk-Stadion    |
| 27. Februar 2013    |     |                    |                              |
| Mersin İdman Yurdu  | 0:3 | Eskişehirspor      | Tevfik-Sırrı-Gür-Stadion     |
| Trabzonspor         | 1:0 | M.P. Antalyaspor   | Hüseyin-Avni-Aker-Stadion    |

## Halbfinale
Die beiden Gruppensieger traten gegen die beiden Gruppenzweiten der jeweils anderen Gruppe an. Die Hinspiele fanden am 17. April 2013 statt, die Rückspiele am 8. Mai 2013.
|               | Gesamt          |                     | Hinspiel | Rückspiel |
| ------------- | --------------- | ------------------- | -------- | --------- |
| Eskişehirspor | 2:2 (1:4 i. E.) | Fenerbahçe Istanbul | 1:1      | 1:1 n. V. |
| Sivasspor     | 2:7             | Trabzonspor         | 2:1      | 0:6       |

## Finale
Im Finale wurde der Türkische Fußball-Pokalsieger 2013 in einem Spiel ermittelt. Das Endspiel fand am 22. Mai 2013 in Ankara statt.
| Paarung             | Fenerbahçe Istanbul – Trabzonspor |
| Ergebnis            | 1:0 (1:0) |
| Datum               | 22. Mai 2013 |
| Stadion             | Ankara 19 Mayıs Stadyumu, Ankara |
| Zuschauer           | 18.250 |
| Schiedsrichter      | Fırat Aydınus (Istanbul) |
| Tore                | 1:0 Moussa Sow (9.) |
| Fenerbahçe Istanbul | Mert Günok – Hasan Ali Kaldırım, Egemen Korkmaz (51. Bekir İrtegün), Joseph Yobo, Gökhan Gönül – Emre Belözoğlu (76. Mehmet Topuz), Mehmet Topal, Cristian Baroni (85. Caner Erkin) – Moussa Sow, Dirk Kuyt, Pierre Webó Cheftrainer: Aykut Kocaman    |
| Trabzonspor         | Tolga Zengin – Marek Čech, Giray Kaçar, Mustafa Yumlu, Serkan Balcı – Soner Aydoğdu (84. Marek Sapara), Didier Zokora (46. Aykut Akgün), Olcan Adın, Adrian Mierzejewski, Volkan Şen (69. Paulo Henrique) – Halil Altıntop Cheftrainer: Tolunay Kafkas |
| Gelbe Karten        | Emre Belözoğlu (44.), Dirk Kuyt (70.), Mert Günok (90.+2'), Pierre Webó (90.+3'), Caner Erkin (Spielende) – Didier Zokora (14.), Tolga Zengin (90.+3'), Aykut Akgün (90.+3')                                                                           |
| Besonderheiten      | Player of the Match: Moussa Sow ( Senegal) |

## Torschützenliste
Nachfolgend sind die besten Torschützen des türkischen Fußballpokals 2012/13 aufgeführt. Die Sortierung erfolgt nach Anzahl ihrer Treffer, bei gleicher Toranzahl alphabetisch. Die fett gedruckten Spieler spielen noch im Turnier.
| Pl. | Nat.            | Spieler             | Verein                | Tore |
| --- | --------------- | ------------------- | --------------------- | ---- |
| 1.  | Schweden Turkei | Erkan Zengin        | Eskişehirspor         | 9    |
| 2   | Polen           | Adrian Mierzejewski | Trabzonspor           | 8    |
| 3.  | Turkei          | Artun Akçakın       | Gençlerbirliği Ankara | 7    |
| 4.  | Turkei          | Sercan Kaya         | 1461 Trabzon          | 6    |
| 4.  | Turkei          | Ömer Şişmanoğlu     | M.P. Antalyaspor      | 6    |
| 6.  | Senegal         | Lamine Diarra       | M.P. Antalyaspor      | 5    |